# Вільшанка (селище)
Вільшанка — селище в Україні, у Голованівському районі Кіровоградської області. Адміністративний центр Вільшанської селищної громади. Відстань до обласного центру становить близько 140 км і проходить переважно автошляхом E584.

## Географія
Вільшанка розташована на лівому березі річки Синюхи (притоки Південного Бугу), за 18 км від залізничної станції Підгородна.

## Населення

### Мова
Розподіл населення за рідною мовою за даними перепису 2001 року:
| Мова            | Кількість | Відсоток |
| --------------- | --------- | -------- |
| українська      | 5170      | 91.18%   |
| болгарська      | 221       | 3.90%    |
| російська       | 188       | 3.32%    |
| вірменська      | 71        | 1.25%    |
| румунська       | 6         | 0.11%    |
| білоруська      | 2         | 0.03%    |
| угорська        | 1         | 0.02%    |
| гагаузька       | 1         | 0.02%    |
| інші/не вказали | 10        | 0.17%    |
| Усього          | 5670      | 100%     |

## Історія

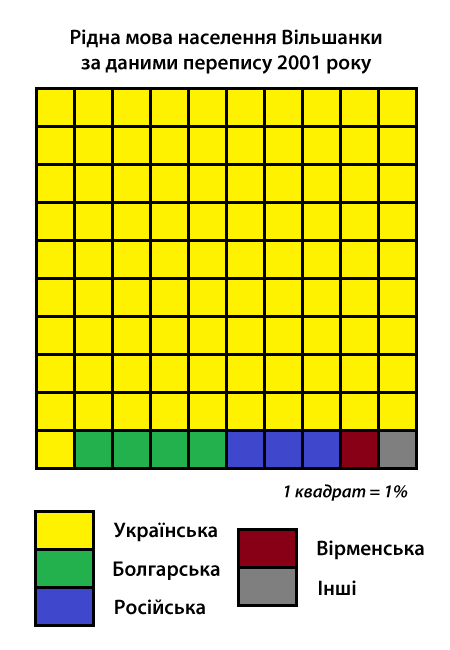
Рідна мова населення Вільшанки за даними перепису 2001 р.

### Заснування
Заснована як слобода Маслове у середині XVIII століття, коли тут оселилося декілька родин запорозьких козаків на чолі з козаком Масловим. Із часом поселення збільшилось за рахунок інших переселенців.
У Болгарії російські війська у кампанію 1773 р. перебували з 27 травня по 25 червня, трохи менше місяця. Саме в цей проміжок часу і відбулося переселення найбільш численної (в цю війну) болгарської громади.
Десь у другій половині червня 1773 р. до командуючого 1-ю армією П. О. Румянцева звернулися депутати від мешканців селища Алфатар (Флатарь) з проханням сприяти їх переселенню до Російської імперії. Алфатар був крупним селищем, розташованим за 40 кілометрів південніше Сілістри (у османських джерелах відомий з 1573 р.).
Відомо, що на початку 1773 р., втративши надію на швидку можливість скінчення війни, османи активно готувалися до воєнних дій на власній території. Візир розіслав фірмани з наказом зібрати до 70 тис. нового війська з болгар, сербів та арнаутів. У разі зволікання, або ж непідкорення у виконанні цього наказу, все майно винних мало бути розорено, а самі вони страчені. Мабуть, алфатарці чимось завинили перед османами саме з цього приводу та мали всі підстави побоюватися їх гніву. Народні перекази з уст їх нащадків, що є глухим відлунням подій тих буремних років, про якогось зажерливого пашу, який забажав відібрати врожай у болгар, та хитрих селян, які зібрали його вночі та подалися до росіян — скоріш за все є не більш, ніж поетичною легендою (з огляду на час, у який відбулося переселення та календарний цикл сільськогосподарських робіт).
Граф Румянцев, який вже стикався з болгарськими колоністами під час свого губернаторства в Україні, побажав примножити кількість цих корисних для краю землеробів, і охоче погодився прийняти їх. Майору Штеричу, який очолив конвой з 72-х гусар Бахмутського гусарського полку, було доручено переправити алфатарців до Катерининської провінції.
До переселенської валки приєдналася значна кількість мешканців придунайських міст Сілістра, Видин та Рущук. Дорогою до них пристали селяни з добруджанського села Черетовце, що на Дунаї, напроти бесарабського Рені (за одними повідомленнями — болгари, за іншими — волохи). Загальна чисельність мігрантів, що прийшли на Україну з цим караваном, сягнула, згідно з іменним списком 1087 о.с.с. (533 чоловіка та 554 жінки). Вони їхали 320-ма возами, гнали з собою чимало худоби, везли багато майна.
Першопочатково кінцеву мету їх маршруту було визначено досить чітко — роти Бахмутського гусарського полку, лави якого вони мали поповнити. Більш того, Штеричу вдалося заохотити частину переселенців до оселення у своїх маєтках, як підданців, намалювавши перед ними картину ситого та безбідного життя. Але під час зупинки їх на карантині в Семлецькому шанці (5-та рота Чорного гусарського полку), у вересні 1773 р., дехто Манойло Попович, купець, чи то болгарин, чи то серб, почав вести з ними «таємні розмови», внаслідок чого вони відмовилися їхати разом зі Штеричем у околиці Бахмуту. Імовірно, цей купець, сам мешканець Новоросійської губернії, у популярній формі пояснив новоприбулим емігрантам, що їх чекатиме, і ким вони стануть, коли по скінченні пільгових років, при проведенні чергової ревізії, Штерич впише їх за собою.
Проте, до негайного відбуття до Катерининської провінції їх поки що ніхто не підштовхував, оскільки до фортеці Святої Єлисавети вони прибули лише у жовтні 1773 р. Попереду була зима. На зимівлю їх розмістили по різних селищах Катерининської провінції — в Аджамці (Єлисаветградський пікінерний), Самборі (воно ж і Диківка) та Дмитрівці (ці два селища належали до Жовтого гусарського полку). В останньому з шанців їх і спостерігав академік Гільденштедт під час своєї подорожі Новоросійською губернією, навесні 1774 р.
Коли ж, після зимівлі, прикордонний комісар, підполковник Чорного гусарського полку, Лазар Серезлі почав опитувати їх щодо обраного місця оселення — Катерининська чи Єлисаветинська провінції ? — то вони навідріз відмовилися і від одного, і від іншого «хотя бы им головы отрубили». Алфатарці вимагали, аби їм дозволили виїхати до Молдови та оселитися поблизу містечка Бирлад (рапорт Серезлі Черткову, датований лютим 1774 р.). Очевидно, подібна ідея виникла у них після перших розчарувань, пов'язаних з виснажливою подорожжю та не менш тяжкою зимівлею. А згадувана місцевість впала їм до вподоби під час зупинки на шляху з Болгарії; до того ж, життя у васальних Османській імперії Валахії та Молдовському князівстві, було набагато кращим, аніж у власне османських провінціях на Балканах, та з давніх-давен притягувало в ці краї переселенців з болгарських земель.
Однак, якщо місцева російська влада й погодилася на частковий компроміс у вирішенні питання про те, у якій з частин губернії — право — чи лівобережній має виникнути нове болгарське селище, про повернення до Османської імперії не могло йти й мови. Коли емігранти стали наполягати на рееміграції, їм відразу дали зрозуміти, що цей номер не пройде: у своєму рапорті до Ф. М. Воєйкова від 11 лютого 1774 р. В.Чєртков пропонував, особливо не панькаючись, розподілити алфатарську громаду між Єлисаветградським пікінерним та Жовтим гусарським полками, і на тому скінчити цю справу. Імовірно, йшлося про те, щоб залишити їх у тих самих ротах, де вони й зимували.
Можливо саме за таким сценарієм і розгорталися б події, якби не напруженість у стосунках з запорожцями, яка ставала все відчутнішою після того, як в котрий вже раз, для розміщення іноземних переселенців було використано частину земель Запорозьких Вольностей. Йдеться про утворений у 1769 р. Молдавський гусарський полк.
Тактика боротьби, яку обрали цього разу запорожці, хоча й рябіла подекуди епізодами лихих кавалерійських наскоків, стала більш виваженою та ефективною. Відтепер запорозькі команди не палили хат, не зганяли з нещодавно обжитих земель зайд, як це було на початку 1760-х років [Ф. 229. Спр. 143. Арк. 3-4.]. Вони пропонували кращі умови оселення по старшинських зимівниках та у слободах на військовій землі. Цього виявилося достатньо для того, щоб вже 4 червня 1774 р. полковий командир В. Звєрєв (Лупул) дорікав кошовому отаману П. І. Калнишевському на те, що зовсім знелюдніли 3-тя, 11-та, 13-та та 15-та роти (Піщаний Брід, Лиса Гора, Сухий Ташлик (Гладоси) та Ольшанка (Маслова), оскільки їх мешканці пішли разом із запорожцями.

### Переселення алфатарської громади
Відтепер місцем мешкання алфатарських болгар мала стати 15-та рота Молдавського гусарського полку — Ольшанка, вона ж і Маслова, заселена балканськими вихідцями у 1770 р. За свідченнями академіка Гільденштедта, на початку 1774 р. в ній налічувалося 150 дворів, більшою мірою спустілих через вищезгадані обставини. Заселення нових поселян відбулося десь наприкінці червня 1774 р., оскільки у рапорті отамана Калниболоцького куреня А.Білого, від 1 серпня того ж року, яким він інформував кошового про результати інспекції лівого боку р. Синюха, зазначається, що минуло вже з місяць від часу появи болгар у цьому шанці.
Для «захисту» нових поселенців від запорозьких зазіхань було поставлено залогу з регулярного війська. Подібна міра була викликана бажанням уряду стати на перешкоді рееміграції. З огляду на технічний бік справи, зробити це (втекти з Росії) було не важко. Ольшанка лежала на березі порубіжної Синюхи; на протилежному боці була вже польська земля. Якщо ж спуститися десяток миль вниз течією цієї річки до впадіння її у Південний Буг, то відразу за Катерининським шанцем (з 1775 р. Ольвіополь), розпочиналися володіння Османської імперії. Можна сказати, що потяг до повернення на батьківщину був притаманний всім членам цієї болгарської громади, але ж тільки окремі особи та родини, невдоволені умовами свого життя, наважувалися на цей крок. Подібних то втікачів і відловлювали російські вояки та, всипавши на згадку шпіцрутенів та підстригши наголо, завертали на попередні місця мешкання.
Перед тим, як переселенська валка назавжди покинула рідні землі, до неї приєдналася значна кількість мешканців придунайських міст Сілістра, Відін та Рущук. Дорогою до них пристали селяни з добруджанського села Черетовце, що на Дунаї, напроти бесарабського Рені (за одними повідомленнями — болгари, за іншими — волохи). Загальна чисельність мігрантів, що прийшли на Україну з цим караваном, сягнула, згідно з іменним списком 1087 о.с.с. (533 чоловіка та 554 жінки). Вони їхали 320-ма возами, гнали з собою чимало худоби, везли багато майна.
Привертає увагу факт абсолютної неправомірності дій російської влади: 10 липня 1774 р. було підписано трактат вічного миру (Кючук-Кайнарджійський мирний договір) між обома імперіями. Згідно з 5-м пункту 16-го артикулу, османські та російські підданці були вільні протягом року чи то покинути батьківщину, чи то повернутися до неї. І хоча не слід завищувати рівень обізнаності рядових поселенців — малописьменних та не дуже добре володівших російською, — з цим документом міжнародного права, не слід і абсолютно виключати його впливу на подібний перебіг подій. Склалася досить парадоксальна ситуація: з одного боку російсько-турецька війна та Кючук-Кайнарджійський договір, як її результат, сприяли появі у християнських підданих Порти надії на прийдешнє скинення османського ярма, активізували зріст їх національної свідомості та піднесення визвольної боротьби, значно полегшили становище православної церкви та спричинилися переселенню значної кількості болгар, греків та волохів на південь Російської імперії; з іншого — всі його артикули немов би втрачали чинність, коли йшлося про власне російські державні інтереси.

### У складі Бузького козацького війська
У 80-х рр. XVIII ст. болгар включили до складу Бузького козацького війська.
З 1818 по 1857 рр. село мало статус військового поселення і було одним з опорних пунктів на кордоні між Річчю Посполитою та Кримським ханством.
У Вільшанці розміщувався штаб 4-го полку Бузької уланської дивізії, а згодом — штаб 12-го округу Новоросійського військового поселення і 3-го ескадрону кавалерії, а пізніше волосний штаб військового поселення.

### У складі Російської імперії
Після ліквідації військових поселень, в 1857 році село стало волосним центром.
1859 року у селі південних мешканців Ольшанка (Маслове) Єлисаветградського повіту Херсонської губернії, мешкало 2543 особи (1327 чоловічої статі та 1216 — жіночої), налічувалось 520 дворових господарств, існувала православна церква.
Станом на 1886 рік у колишньому державному селі Вільшанка (Маслова), центрі Вільшанської волості, мешкало 4296 осіб, налічувалось 620 дворових господарств, існували православна церква, єврейський молитовний будинок, школа, земська станція, винний склад, 8 лавок, відбувались базари по п'ятницях.
За даними 1894 року у селі Ольшанка (Вільшанка, Маслова) мешкало 5782 особи (2945 чоловічої статі та 2837  — жіночої), налічувалось 907 дворових господарств, існували православна церква, єврейський молитовний будинок, земська школа на 138 хлопчиків, церковно-парафіяльна школа на 31 учня (20 хлопчиків й 11 дівчаток), метрологічна станція, земська поштова станція, 7 лавок, шинок, водяний млин, базари відбувались 50 днів на рік.
За переписом 1897 року кількість мешканців зменшилась до 5518 осіб (2736 чоловічої статі та 2782 — жіночої), з яких 5438 — православної віри.
Як свідчать дані «Метричних книг за 1877, 1881—1883, 1886—1891, 1894—1897, 1899—1901, 1903—1906, 1908, 1910—1917» на території Вільшанки мешкали представники різних національностей: болгари, українці, росіяни, це представники фамілій: Абажій, Алаєв, Апостолов, Балан, Балєв, Барабаш, Барзиков, Барзинков, Біли, Білоус, Білоусов, Береговий, Березовський, Бобов, Богданов, Богуцький, Боєв, Бойко, Бондаренко, Брингач, Бужан, Булах, Бурдугай, Бурлаченко, Васильєв, Вєлічко, Владов, Войков, Галицький, Гілевич, Гірник, Гриненко, Дехтяренко, Димов, Добров, Дорошенко, Драганов, Драгоєв, Дубченко, Дульдієр, Єнчев, Жанков, Жеков, Жук, Журов, Заболотний, Заєць, Зайцев, Зотов, Іванов, Кармалюк, Квасницький, Кєкул, Кіров, Кирьяков, Ковальов, Команов, Константинов, Коренний, Кравченко, Крейтор, Кривенко, Кройтор, Кулєв, Кульчицький, Курдюков, Куцаров, Лагонда, Літвінов, Литовка, Лисенко, Малков, Милашев, Мілов, Мітєв, Монастирний, Мошков, Муратов, Мурашка, Нагорний, Нєдєлков, Ніколаєв, Нікулін, Онищук, Опря, Осадчий, Осетров, Остапенко, Паскаль, Пєєв, Пєйков, Пєрков, Пєтков, Петров, Пінчук, Поліщук, Поляков, Пономаренко, Потьомкін, Радов, Ралєв, Руснак, Рибак, Сарданов, Самойлов, Сарій, Семенов, Сердюк, Сидоренко, Смєлов, Сокальский, Соколов, Соколовский, Станков, Степанов, Стойков, Суботинов, Суботина, Сухіна, Танасов, Таран, Тараненко, Тарпан, Татарчук, Твік, Терещук, Тодоров, Тончев, Трепалин, Трофимов, Узун, Федоров, Фударь, Христофаров, Цвік, Цвятков, Цуркан, Чабаненко, Чебанов, Чепіль, Черниш, Чєрнов, Черновол, Черчель, Чехович, Чорновол, Шаповалов, Шевченко, Шишков, Шиянов, Щур, Яковлев, які підтримували між собою дружні та родинні зв'язки.

### Українська революція 1917—1921 років
24 січня 1920 року, переправившись через Синюху, у Вільшанці під час Зимового походу зупинявся Кінний полк Чорних Запорожців Армії УНР. Під час переправи провалилася під лід гармата і тому чорношличникам довелося зупинитися. Тут їх наздогнали посланці від командира Ольвіопольського загону Збройних Сил Півдня Росії полковника Попова з пропозицією спільних воєнних дій проти військ комуністичної Москви. 25 січня, діставши з дна Синюхи і з-під льоду гармату, полк рушив далі.

### Радянська доба
Під час організованого радянською владою Голодомору 1932—1933 років померло щонайменше 43 жителі селища.

## Сучасність
Нині Вільшанка — центр створеної у 2020 році Вільшанської селищної громади. Населення 4596 осіб на 2019 рік. Національний склад на 2001 рік: українців — 74 %, болгар — 18 %, росіян — 5 %, молдаван — 1,6 %, білорусів — 0,5 %.

## Видатні особистості
- Владов Ігор Анатолійович (1982—2016 ) — солдат Збройних сил України, учасник російсько-української війни.
- Жебровський Борис Михайлович (* 1948) — український політик, кандидат педагогічних наук, Заслужений працівник освіти України.
- Іщенко Олександр Володимирович (1972—2014) — солдат Збройних сил України, учасник російсько-української війни
- Нікітін Максим Олександрович — лейтенант Збройних сил України, учасник російсько-української війни.
- Пєтков Валерій Петрович (* 1951) — доктор юридичних наук, професор, ректор Кіровоградського юридичного інституту.
- Прокопенко Максим Сергійович (* 1984) — український весляр ,призер чемпіонатів Світу та Європи.

## Галерея

Пам'ятник Тарасові Шевченку встановлений у 2013 році. Скульптор Микола Береза.
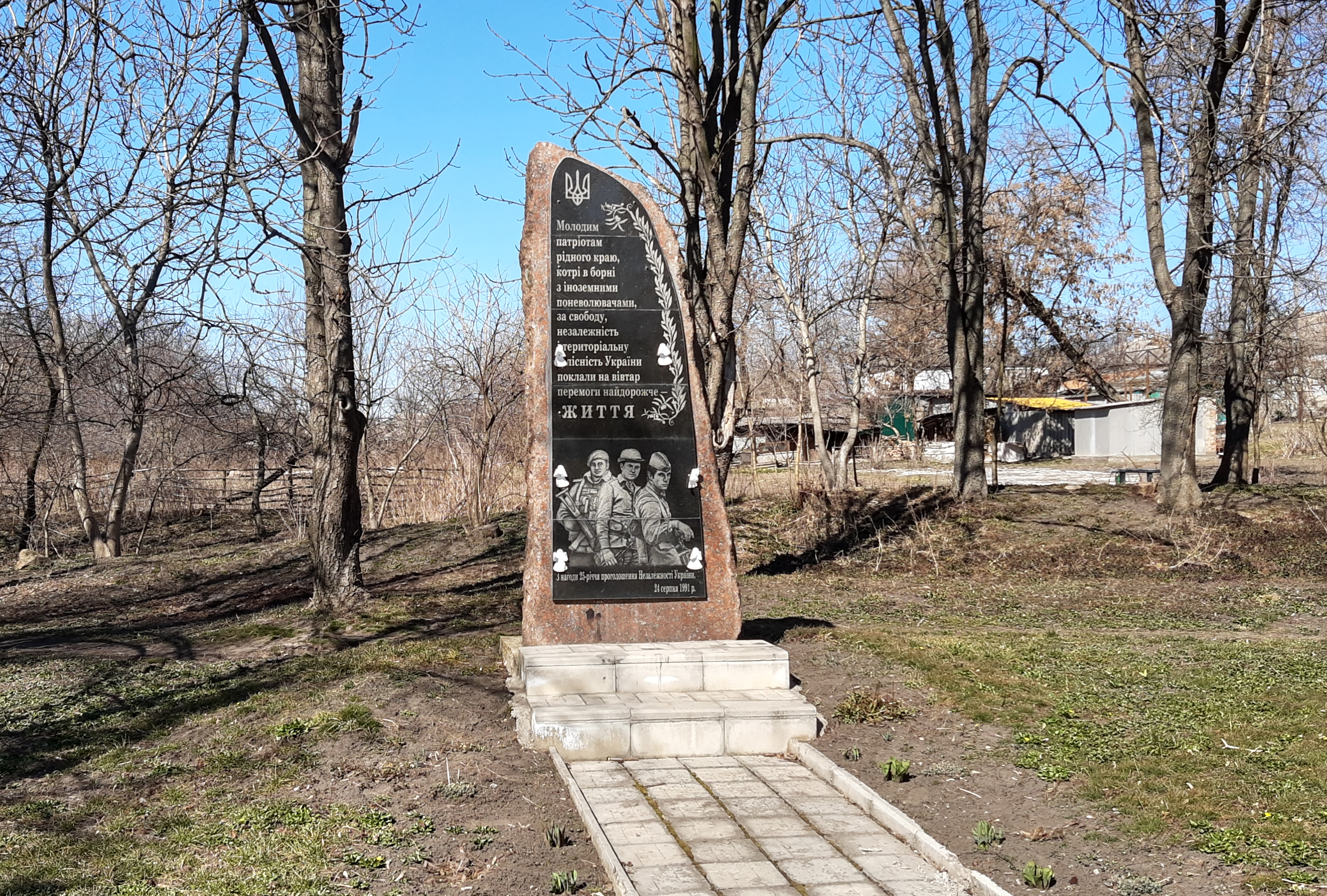
Пам'ятник борцям за незалежність України.
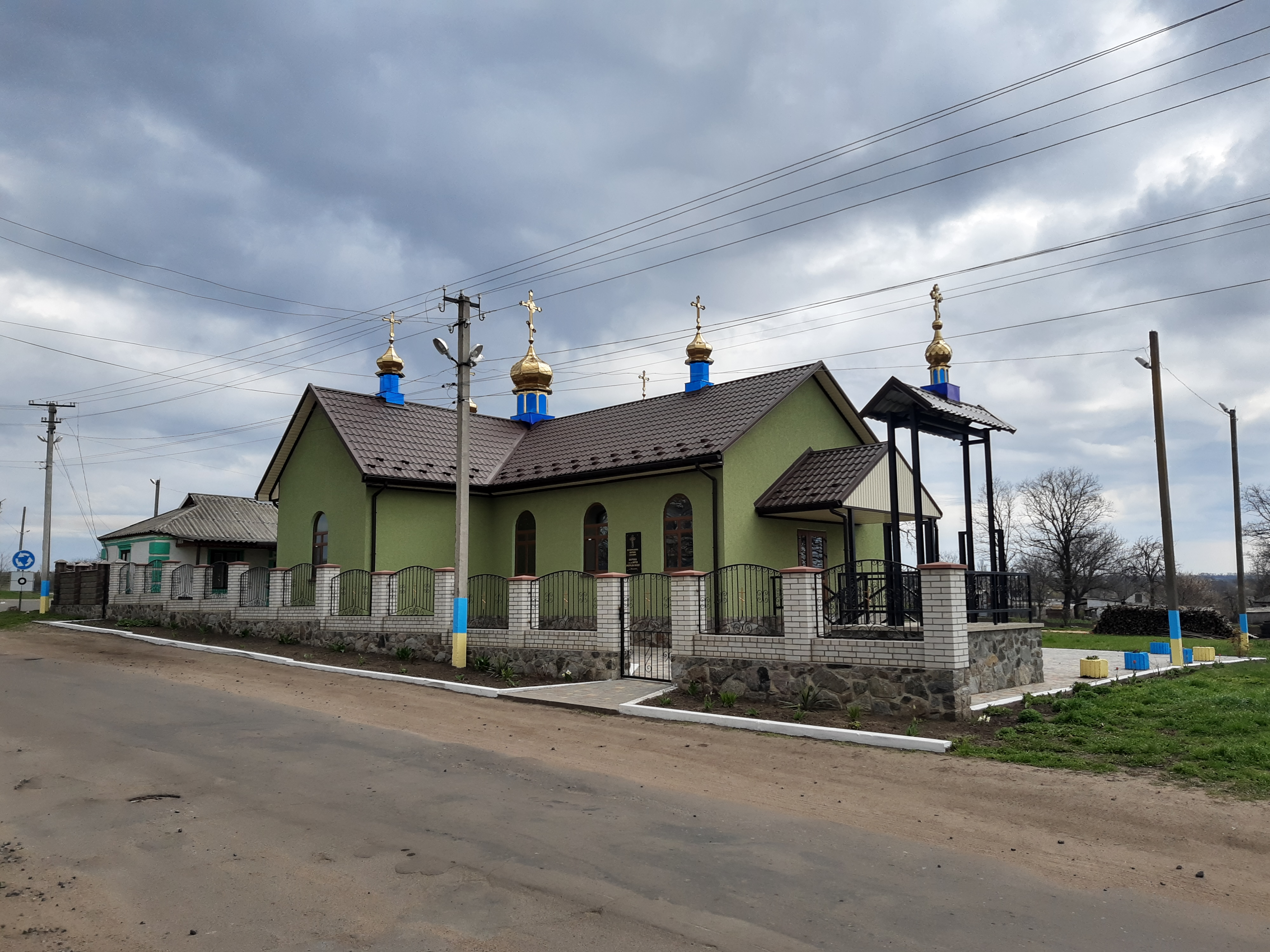
Храм Великомученика Юрія Переможця (ПЦУ).